# Armoiries de la Moravie

Armoiries de la Moravie - Aigle morave

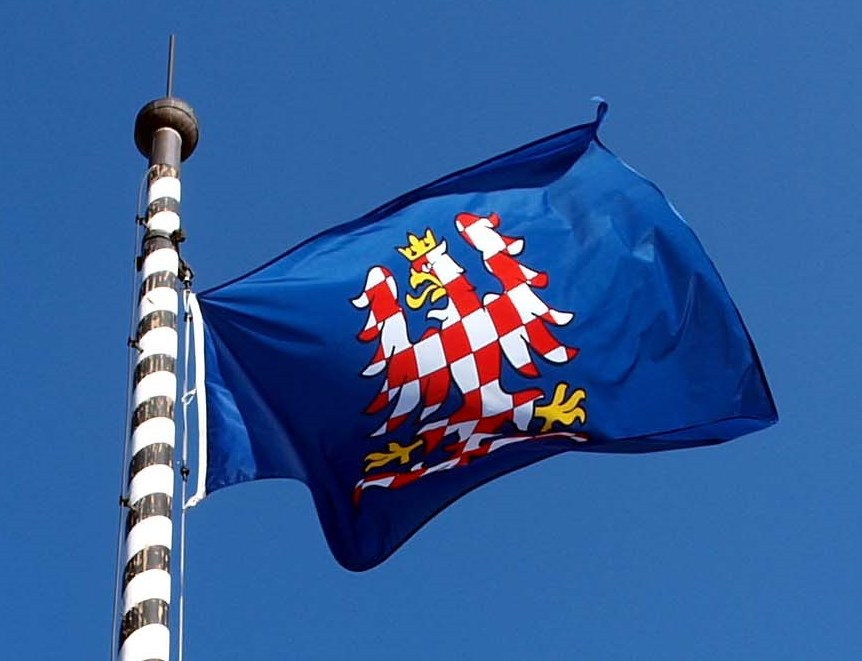
Le drapeau de Moravie

Les armoiries de la Moravie sont utilisées depuis des siècles pour représenter la Moravie, une province traditionnelle de la République tchèque actuelle. Les armes sont également présentes dans l'un des domaines des grandes armoiries de la République tchèque.
Les armoiries de la Moravie sont chargées d'une aigle échiquetée rouge argentée couronnée avec des griffes et une langue dorées. L'aigle, qu'elle est apparue dans le sceau de Margrave Přemysl (1209 - 16 octobre 1239), un fils cadet du roi Ottokar Ier de Bohême, d'après Karel Maráz pourrait être impérial, ce n'est sûrement pas l'aigle morave, mais très probablement c'est l'aigle flamboyante (selon le père de Přemysl Ottokar I de Bohême). Le premier type de sceau de Margrave Přemysl n'est documenté qu'en un seul exemplaire et ne peut pas en dire beaucoup sur l'image du sceau usé. La forme, cependant, était en forme de pignon, le remplissage du champ est un lion. Le Margrave Přemysl scelle à l'origine avec un lion (comme avant le Margrave Vladislav Jindřich), mais le nombre de queues est encore incertain. Deux ne sont visibles que sur le sceau du margrave et du jeune roi Ottokar Ier de Bohême (1247). Sur le deuxième type de margrave Přemysl, utilisé dans les années 1233-1239, il s'agit déjà d'une peinture équestre unilatérale typique pour les margraves moraves. Cependant, le cavalier ne porte plus de lion sur le bouclier, mais une aigle. Cependant, il ne peut pas encore s'agir d'une aigle morave ; c'est une aigle comme symbole de l'indépendance du roi de Bohême à Prague. Le choix de l'image équestre du phoque et de l'aigle au lieu du lion traditionnel est évidemment une expression de la résistance du margrave Přemysl envers son frère aîné et le roi de Bohême Wenceslas I, dans lequel Přemysl est resté à cette époque,,,.
À partir de 1272, il a également été affiché dans le sceau de la ville de Znojmo, portant un « Z » comme écusson. En 1758, les citoyens d'Olomouc ont reçu les armoiries moraves de Marie-Thérèse d'Autriche en remerciement pour leur défense contre les troupes prussiennes sous le roi Frédéric II pendant la guerre de Sept Ans, puis avec les initiales «F» (pour l'empereur François Ier) , « M » et « T » (pour Marie-Thérèse).
De 1915 à 1918, l'aigle morave a été échiqueté en rouge et or au lieu du traditionnel rouge et argent, mais cela n'a jamais été populaire chez les Moraves.

## L'aigle morave

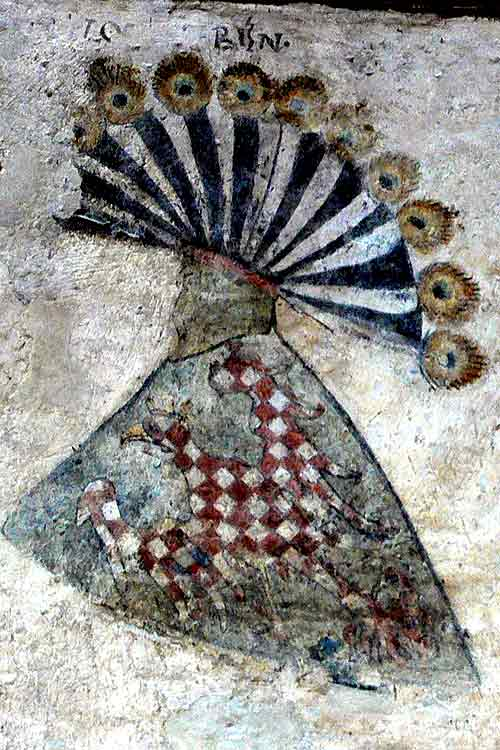
La plus ancienne représentation en couleur préservée des armoiries du Margrave de Moravie (Gozzoburg)

L'aigle morave dans sa forme actuelle a été créé au milieu du XIIIe siècle par Ottokar II de Bohême. Ce margrave morave est devenu le roi de Bohême et en plus du lion d'argent tchèque (à l'origine morave) dans le champ rouge, il a commencé (récemment) à utiliser l'aigle morave échiquetée rouge argentée dans le champ bleu,. L'aigle échiquetée rouge argentée avec une couronne et une armure en or (c'est-à-dire le bec, la langue et les griffes) sur un écu bleu est à cette époque et plus tard capturé par des œuvres d'art et des documents officiels,.

## Les plus anciennes représentations en couleurs de l'aigle morave
La représentation en couleurs la plus ancienne de l'aigle morave se trouve dans la salle du château de la ville (palais) de Gozzoburg à Krems, parce qu'Ottokar II de Bohême a régné sur les pays autrichiens. Au plus tard depuis l'ère luxembourgeoise, l'aigle échiquetée rouge argentée était considérée comme armoiries du pays Moravie. Selon certains chercheurs, ces couleurs étaient dérivées des couleurs du lion de Bohême (un lion d'argent sur un écu rouge) et exprimaient le lien de la Moravie avec le roi de Bohême et la monarchie tchèque.

### Origine des échecs de l'aigle morave
L'aigle de Moravie se distingue de nombreux autres aigles héraldiques par ses échecs distinctifs (aquila scacata) ou, selon la terminologie héraldique, parfois aussi par des dés (carreaux; aquila tesserata). Les échecs de l'aigle sont documentés sur la plus ancienne dactylo connue de la ville de Znojmo depuis le 1er septembre 1272. Il s'agit des armoiries du seigneur du roi de Bohême Ottokar II de Bohême (depuis 1247 margrave morave). Dans la conception artistique baroque, les échecs sont conçus comme un routage. De nombreux chercheurs ont déjà tenté d'expliquer l'origine des échecs d'aigle.

## Autres anciennes représentations en couleurs de l'aigle morave

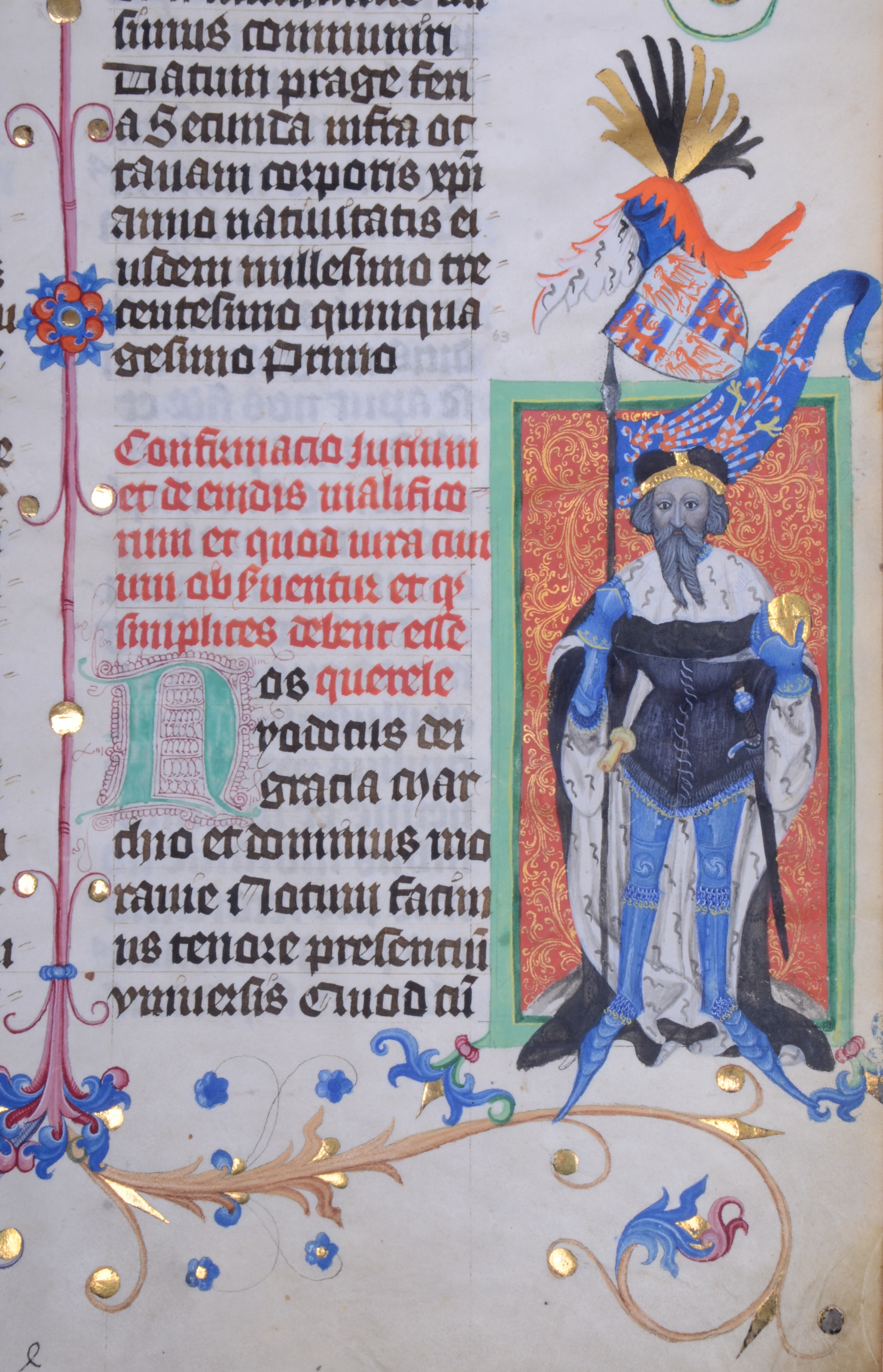
Jost de Luxembourg, miniature dans le Codex de Gelnhausen

La galerie des armoiries de Charles IV remonte à 1361, au château de Lauf près de Nuremberg, construit par l'empereur Charles IV. en 1356 sur la route du Reich entre Prague et Nuremberg sur les ruines d'un ancien château de Štauf. Dans sa salle des armoiries, il y a des armes de la Moravie et de la Bohême, d'autres pays, du clergé, des nobles et des villes dans la galerie des armoiries,,. La fresque de l'aigle morave se trouve également à l'arrière de l'entrée de la pièce au premier étage de la grande tour du château de Karlštejn.

### Livre juridique de Jihlava
De nombreuses représentations de l'aigle morave représentent des illuminations dans le livre juridique de Jihlava (Gelnhausen Codex) du début du XVe siècle (1407), écrites par un avocat Jan de Gelnhausen en moins de dix ans.
L'aigle morave est utilisée ici dans la décoration héraldique du texte, sur les boucliers, les aigles-cheval, mais aussi sur les bannières portées par les margraves moraves et les rois de Bohème du XIIIe au XVe siècle, représentés dans chaque privilège de ville délivré par eux: margrave morave de 1228 à 1239 Přemysl, roi de Bohême de 1230 à 1253 Wenceslas I, margrave morave de 1247 à 1278 et roi de Bohème de 1253 à 1278 Přemysl Otakar II, margrave morave de 1333 à 1349 Charles Ier, roi de Bohême de 1346 à 1378 et empereur romain de 1355 à 1378 Charles IV, margrave morave de 1349 à 1375 John Henry, margrave morave de 1375 à 1411 et roi romain de 1410 à 1411 Jošt de Luxembourg, également connu sous le nom de Morave. Il apparaît ici seul et avec le lion tchèque.

## La plus ancienne mention écrite de l'aigle morave
La plus ancienne mention écrite de l'aigle morave se trouve dans la chronique versée d'Ottokar Styrie, qui décrit les événements qui se sont déroulés en Europe centrale du milieu du XIIIe siècle à la fin de la première décennie du XIVe siècle.
Au cours de la bataille de Kressenbrunn le 12 juillet 1260, dans laquelle les troupes du roi de Bohême et du margrave morave Ottokar II de Bohême ont vaincu les troupes du roi hongrois Bela IV., est à côté de la bannière de Bohême (lion blanc dans le champ rouge): „in einem rȏten samît ... ein lewe wîz" décrit la bannière de la Moravie (aigle échiquetée blanc-rouge): „ein geschâchzabelten arn von rȏter und von wîzer varbe“,,. Chronique d'Ottokar Styrie, vers 7259-7268: "Hern Dietrich Spatzmanen / sach man die banier leiten: / in einem rȏten samît breiten / was gewohrt ein lewe wîz. / ouch heten ir baniere flîz, / die von Merhaeren wârn: / ein geschâchzabelten arn / von rȏter und von wîzer varbe / sach man ob in begarbe / waejen von dem winde.".

## Les armoiries de l'empereur Frédéric III. Habsbourg

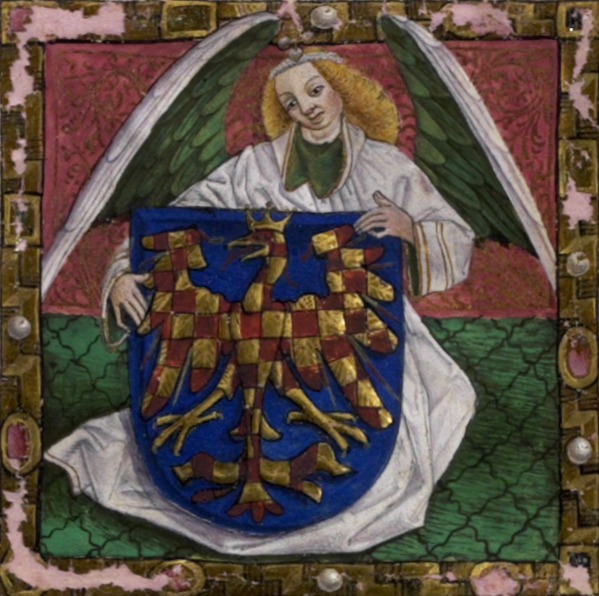
Miniature aux armoiries de 1462 émise par Frédéric III. Habsbourg

Armoiries (privilège de signe) de l'empereur romain Frédéric III. publié le 7 décembre 1462 à l'initiative du gouverneur de la province de Moravie et maréchal du Royaume de Bohême, Henri de Lipá, a changé la teinture argentée originale de l'aigle morave aux propriétés moraves en changeant les champs d'échecs en argent de l'aigle morave en or, créant ainsi les nouveaux armes corporatives (« color albus in glaucum sive aureum transmutetur » (blanc à jaune ou or changé)),,,.
Son édition est un exemple d'influences internationales dans les moments difficiles du règne du roi George de Poděbrady et d'ingérence dans les affaires intérieures de Couronne de Bohême, depuis Frédéric III. Habsbourg l'a accordé aux domaines moraves en tant qu'empereur romain. La Moravie, cependant, faisait partie de la Couronne de Bohême et, selon l'empereur et le roi Charles IV. émis des lois pour prendre une telle mesure, le monarque romain n'avait aucune autorité, parce que la Moravie était sous la domination directe du roi de Bohême.

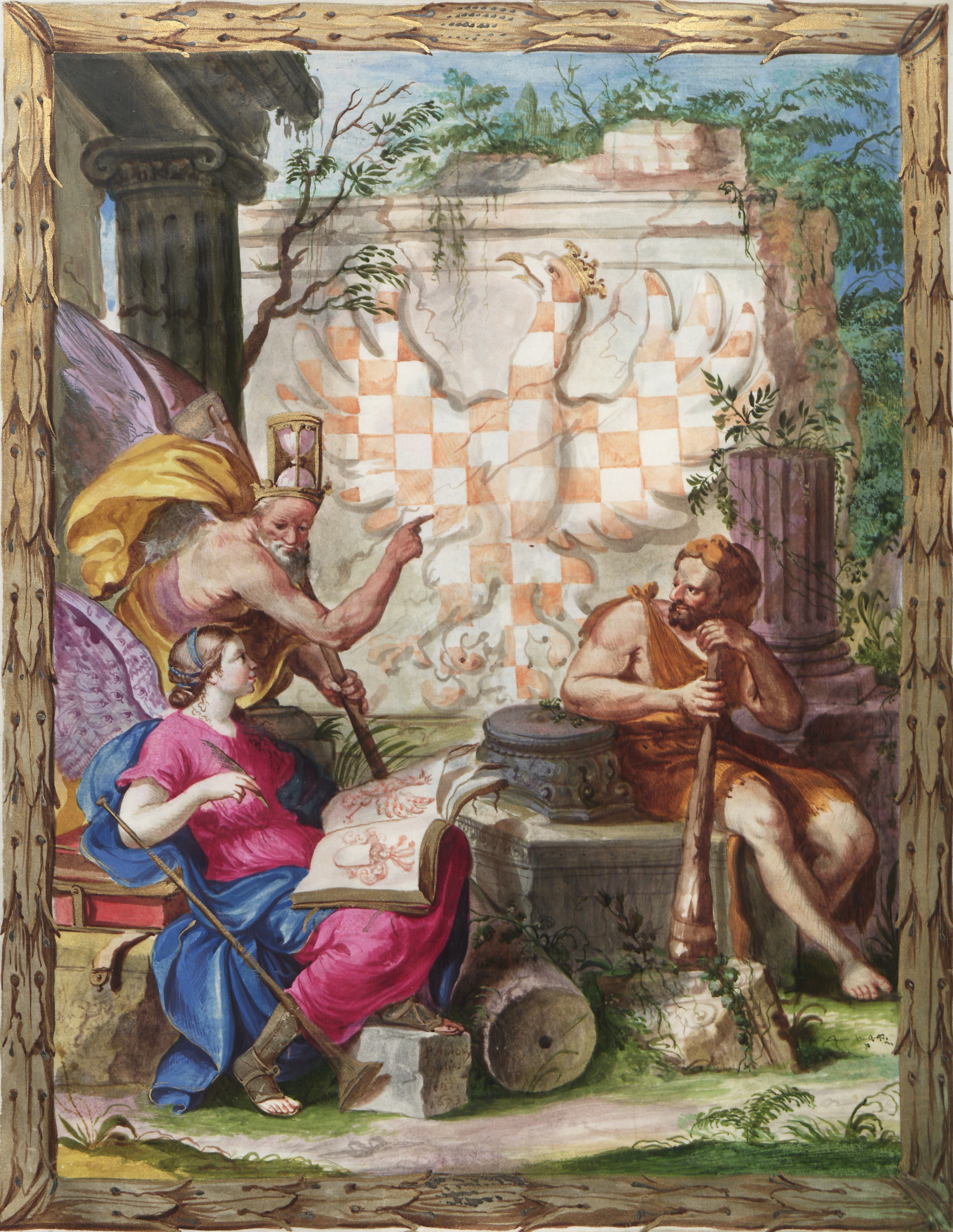
Livre de l'État du chevalier de 1671. Le dessin d'Antonín Martin Lublinský en 2018 est devenu le sujet d'un puzzle présenté lors de l'exposition Moravie dans le cadre de l'État tchèque

Ce privilège impérial n'a pas été confirmé par George de Poděbrady et ne correspondait pas à la pratique d'utilisation normale. La Charte était valable car elle avait toutes les exigences légales mais n'était pas efficace. En 1628, la charte apparut dans la liste des privilèges, qui ne devait pas contredire le système provincial nouvellement émis, et fut ainsi, ainsi que de nombreux autres privilèges plus anciens "inoffensifs" alors confirmés purement formellement approuvés par Ferdinand II, sans explicitement abordés. Le privilège de Frédéric, cependant, avant ou après 1628 n'a eu aucun effet sur les armoiries moraves, comme en témoignent les articles parlementaires publiés jusqu'en 1838, les ordres provinciaux de 1545, 1562, 1604 et 1628,.
Cela est confirmé, par exemple, par la copie impériale du manuscrit de la carte de Moravie de Müller de 1714-1716, qui a été consacrée à l'empereur Charles VI,.
Le fait que l'aigle échiquetée rouge argentée dans l'écu bleu est un signe du Margraviat de Moravie est également officiellement confirmé par les décrets impériaux de la seconde moitié du XVIIIe siècle et de la première moitié du XIXe siècle. Si le changement de la couleur de l'aigle morave par un document de Frédéric III a été compris dès le début comme un changement de l'emblème national, alors tous ces décrets impériaux seraient des actes abolissant les dispositions de ce blason.

Les armoiries décrites dans le privilège de Frédéric furent plus tard, à la fin du XVIIIe siècle siècle, mais surtout à partir de la première moitié du XIXe siècle, appelées les armoiries de la Moravie (certains auteurs, politiciens, partis, fonctionnaires). En ce qui concerne la Bohême, il a été appliqué non pas comme un élément fortifiant et unificateur de l'État, comme les couleurs du lion tchèque et de l'aigle morave depuis le milieu du XIIIe siècle, mais comme une tentative de le perturber. Cette situation s'est aggravée surtout après 1848, lorsque la double coloration des symboles utilisés par Moraves et par les autorités régionales ont provoqué des conflits. Ainsi, le privilège n'est pas un exemple du développement d'un État mutuel, mais plutôt une interférence de pouvoir externe avec les tendances centrifuges.

## XIXesiècle

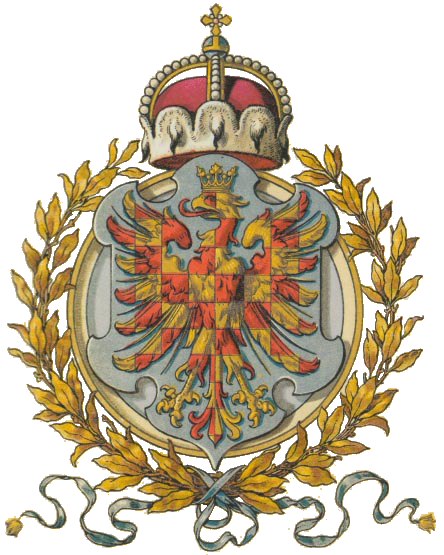
Armoiries de Moravie (non officieuse) peintes par Hugo Gerard Ströhl

Le fait que les armoiries moraves se soient produites grâce à la charte armoriale du 7 décembre 1462 sous deux formes en Moravie n'est devenu un problème qu'au XIXe siècle. Les armoiries séculaires et officiellement valables étaient l'aigle échiquetée rouge argentée avec une couronne dorée et une armure dans l'écu bleu. La charte du 7 décembre 1462, bien qu'elle ne soit pas appliquée dans la pratique, plus tard surtout depuis le milieu du XIXe siècle a permis l'utilisation de l'aigle échiquetée rouge et or par les autorités provinciales. Dès la fin du XVIIIe siècle, les représentants de l'administration provinciale morave ont commencé à se familiariser avec la charte, en particulier à partir des années trente et depuis la quarantaine du XIXe siècle. Cela a conduit à s'efforcer de plus en plus de faire reconnaître ces armoiries par l'empereur. Mais il ne l'a reconnu qu'en 1915. Pourtant, certaines déclarations des autorités viennoises ont déclaré que l'utilisation de l'aigle échiquetée rouge et or n'était pas entravée. Tout au long du XIXe siècle, la question était de savoir si un blason valide mais officiellement inefficace de Frédéric III. Habsbourg a la priorité avant les armoiries de la Moravie historiquement utilisées et confirmées.

## XXesiècle
Jusqu'en 1915, l'aigle échiquetée en argent et rouge était utilisé dans l'emblème national grand et moyen. En 1915, les échecs d'une aigle représentante l'emblème de la Moravie au milieu ont été changés en or rouge, quand en octobre 1915 un changement à l'emblème national austro-hongrois a été annoncé publiquement,.
Ainsi, seulement en 1915, les armoiries ont été créés pour l'Autriche (auparavant un terme non officiel pour « Royaume et terre représentés au Conseil impérial de Vienne »), désormais un nom soulignant l'importance du gouvernement central, dans lequel les armoiries de la Moravie ont été introduits à l´aigle échiquetée en or rouge, à cette époque, dans les royaumes et les pays du Conseil impérial de Vienne représentés, utilisait l'emblème pour l'ensemble de l'Autriche-Hongrie, et en Hongrie (Pays de la Couronne de saint Étienne) utilisait l'emblème hongrois,,,. Ces armoiries ont ensuite été utilisés dans les années 1915-1918.

### République tchécoslovaque
Après la création de la Tchécoslovaquie, les armes de la Moravie, qui sont devenues une partie des armoiries d'État de la République tchécoslovaque, est revenu en argent. Depuis 1918, l'aigle échiquetée dans l'emblème de la Moravie est à nouveau contraignant rouge argentée. Ce fait a été confirmé par la loi n ° 252/1920 Coll. Plus récemment, après la création de la République tchèque, la loi n ° 3/1993 Coll., au sens de la Constitution de la République tchèque, qui énonce clairement la Bohême, la Moravie et la Silésie,,,.

Les armoiries moyennes de la République tchécoslovaque (1920–1939)

### République tchèque
Les armoiries de la Moravie font désormais partie des grandes armoiries nationales de la Tchéquie, décrites dans la loi sur les symboles d'État de la République tchèque : « Ecartelé. Au premier et au quatrième: de gueules, au lion d'argent à la queue fourchée et passée en sautoir, couronné, armé et lampassé d'or, qui est de Bohème. Au deuxième: d'azur, à l'aigle éployée échiquetée d'argent et de gueules, becquée, languée, membrée et couronnée d'or, qui est de Moravie. Au troisième: d'or, à l'aigle éployée de sable, becquée, lampassée & membrée de gueules, couronnée d'or, chargée d’un croissant (tréflé) sommé d’une croix pattée d’argent, qui est de Silésie».

Armoiries de la République tchèque (1990–1992)
Armoiries de la République tchèque (1992 de Jiří Louda)

## 21e siècle

### Armoiries des régions
Après leur création, les nouvelles régions ont obtenu le droit de demander à la Chambre des députés du Parlement de la République tchèque un blason et un drapeau. Le Sous-comité sur l'héraldique et la vexillologie de la Chambre des députés a recommandé aux régions de prendre en compte dans leurs armoiries (et drapeaux) l'appartenance historique aux pays d'origine. Les régions de Bohême étaient recommandées par le lion tchèque, la région morave-silésienne, l'aigle de Silésie, les régions moraves et les régions dont la partie appartient à la Moravie, l'aigle morave. L'aigle morave dans ces armoiries est considérée comme une aigle échiquetée rouge argentée, qui est basé sur armoiries du Royaume de Bohême et armoiries de la monarchie austro-hongroise.

Blason de Région de Pardubice.
Blason de Région de Vysočina.
Blason Région de Moravie-du-Sud.
Blason de Région d'Olomouc.
Blason de Région de Moravie-Silésie.
Blason de Région Zlín.

### Armoiries de la Moravie-du-Sud
Les armoiries de la Moravie-du-Sud ont deux aigles. Dans le premier champ d'écu écartelé, il y a un aigle morave et dans le quatrième champ une aigle couronnée échiquetée rouge or avec une armure en or. Cela correspond au drapeau de la région, qui est l'aigle morave dans le champ bleu du pôle supérieur de la feuille en quartiers et dans le champ bleu inférieur flottant aigle couronnée échiquetée jaune-rouge avec une armure jaune,.
Le lion tchèque, l'aigle de Silésie et l'aigle de Moravie sont des figures héraldiques et vexillologiques uniques. Ils n'ont pas besoin d'être décrits plus en détail.